# نقد شوپنهاور بر فلسفه کانت
آرتور شوپنهاور در جلد اول از کتاب جهان همچون اراده و تصور به نقد فلسفهٔ ایمانوئل کانت می‌پردازد.

## نقد اخلاق کانتی
شوپنهاور از باور کانت منبی بر اینکه اخلاق می‌بایست به آنچه باید انجام شود بپردازد، انتقاد می‌کند و تأکید دارد که فلسفهٔ اخلاق باید به تبیین و تفسیرِ آنچه عملاً رخ می‌دهد بپردازد. کانت طرحی ایدئال از آنچه باید در جهانی کامل انجام شود، ارائه داد، اما شوپنهاور معتقد است که فلسفهٔ اخلاق باید عملی باشد و به نتیجه‌گیری‌هایی برسد که در جهانِ واقعی مفید فایده باشند و بتوانند به‌عنوان راه‌حلی برای مشکلات این جهان ارائه شوند. شوپنهاور فلسفهٔ اخلاق را با زیبایی‌شناسی مقایسه می‌کند و معتقد است در هر دو مورد، قواعد تجویزی، مهم‌ترین بخشِ حوزهٔ پژوهش به‌شمار نمی‌آیند. از آنجا که شوپنهاور معتقد است فضیلت را نمی‌توان آموزش داد (فرد، یا فضیلت‌مند است یا نیست) جایگاهِ حقیقیِ اخلاق را محدودسازی و راهنماییِ رفتارِ افراد می‌داند، نه ارائهٔ قوانین جهانیِ دسترس‌ناپذیر.